# Unione comunale del Chianti Fiorentino
L'Unione comunale del Chianti Fiorentino è un'unione di comuni della Toscana, in provincia di Firenze, formata dai comuni di: Barberino Tavarnelle, Greve in Chianti e San Casciano in Val di Pesa.